# FC Mondercange
Football Club Mondercange – luksemburski klub piłkarski z siedzibą w Mondercange.

## Sukcesy
| Rozgrywki          | Osiągnięcie | Razy | Sezon(y)             |
| ------------------ | ----------- | ---- | -------------------- |
| Puchar Luksemburga | zdobywca    | 0    |                      |
| Puchar Luksemburga | finalista   | 2    | 1998/1999, 1999/2000 |

## Europejskie puchary
Legenda do wszystkich tabel:
- Q – runda eliminacyjna, 1/16, 1/8, 1/4, 1/2 – odpowiednia faza rozgrywek, Grupa – runda grupowa, 1r gr – pierwsza runda grupowa, 2r gr – druga runda grupowa, F – finał, R – runda, PO – play-off
- k. – rzuty karne, los. – losowanie, Dogr. – dogrywka, w. – zasada bramek strzelonych na wyjeździe

| Sezon     | Rozgrywki   | Runda | Klub                | Dom | Wyjazd | Ogólnie |
| --------- | ----------- | ----- | ------------------- | --- | ------ | ------- |
| 1999/2000 | Puchar UEFA | 1Q    | FC Dinamo Bukareszt | 2–6 | 0–7    | 2–13    |

## Obecny skład
Stan na 9 sierpnia 2020
| Nr | Poz. | Piłkarz                 |
| -- | ---- | ----------------------- |
| 1  | BR   | Teddy da Silva          |
| 6  | PO   | Filipe Macedo           |
| 7  | PO   | Duy Nguyen              |
| 8  | PO   | Johnny Amadei           |
| 9  | NA   | Claudio Aires           |
| 11 | PO   | Kevin Agovic            |
| 12 | BR   | Marc Depienne           |
| 14 | NA   | Vieux Maodo Ndoye       |
| 18 | PO   | Jérôme Georges          |
| 19 | PO   | Brandon Soares Rosa     |
| 21 | PO   | Jordi Merino            |
| 22 | OB   | Yannick Afoun (kapitan) |
| 23 | PO   | Théo di Rosa            |

| Nr | Poz. | Piłkarz                 |
| -- | ---- | ----------------------- |
| 27 | PO   | Fréderic Mendy          |
| 30 | OB   | Kim Kintziger           |
| 39 | OB   | Julian Rocco Caracciolo |
| 42 | PO   | Julien Nesta            |
| 45 | PO   | Max Blom                |
| 57 | OB   | Bilal El-Amraoui        |
| 71 | BR   | Hugo de Almeida Jorge   |
| 77 | NA   | Michael Omosanya        |
| 91 | PO   | Paul Bossi              |
| 92 | PO   | Adrien Gerolt           |
| 98 | NA   | Idriss Nekaa            |
| ?  | PO   | Jeff Bertemes           |